# Suore francescane di Maria
Le Suore Francescane di Maria (in inglese Franciscan Sisters of Mary; sigla F.S.M.) sono un istituto religioso femminile di diritto pontificio.

## Storia
La congregazione fu fondata da Anna Katherina Berger: originaria della Baviera, aveva abbracciato ventinovenne la vita religiosa tra le Povere francescane della Sacra Famiglia di Pirmasens e fu poi invitata a Parigi dall'arcivescovo Georges Darboy per organizzare un'opera dedicata all'assistenza alle operaie tedesche; tornata in patria allo scoppio della guerra franco-prussiana, fu poi costretta a emigrare con cinque consorelle negli Stati Uniti d'America a causa del Kulturkampf.
Il 16 novembre 1872 diede inizio a Saint Louis a una nuova congregazione, detta delle suore di Santa Maria del terz'ordine di San Francesco, per il servizio ai malati poveri.
L'istituto, aggregato all'ordine dei frati minori dal 27 marzo 1905, ricevette il pontificio decreto di lode il 23 dicembre 1922 e l'apprivazione definitiva della Santa Sede il 19 gennaio 1932.

## Attività e diffusione
Le suore, oltre che all'assistenza agli ammalati, si dedicano alla protezione delle giovani operaie, alla cura degli anziani, alla direzione di case per ritiri ed esercizi spirituali.
La sede generalizia è a Bridgeton, in Missouri.
Alla fine del 2015 l'istituto contava 74 religiose in 28 case.